# Amira (Empire ottoman)

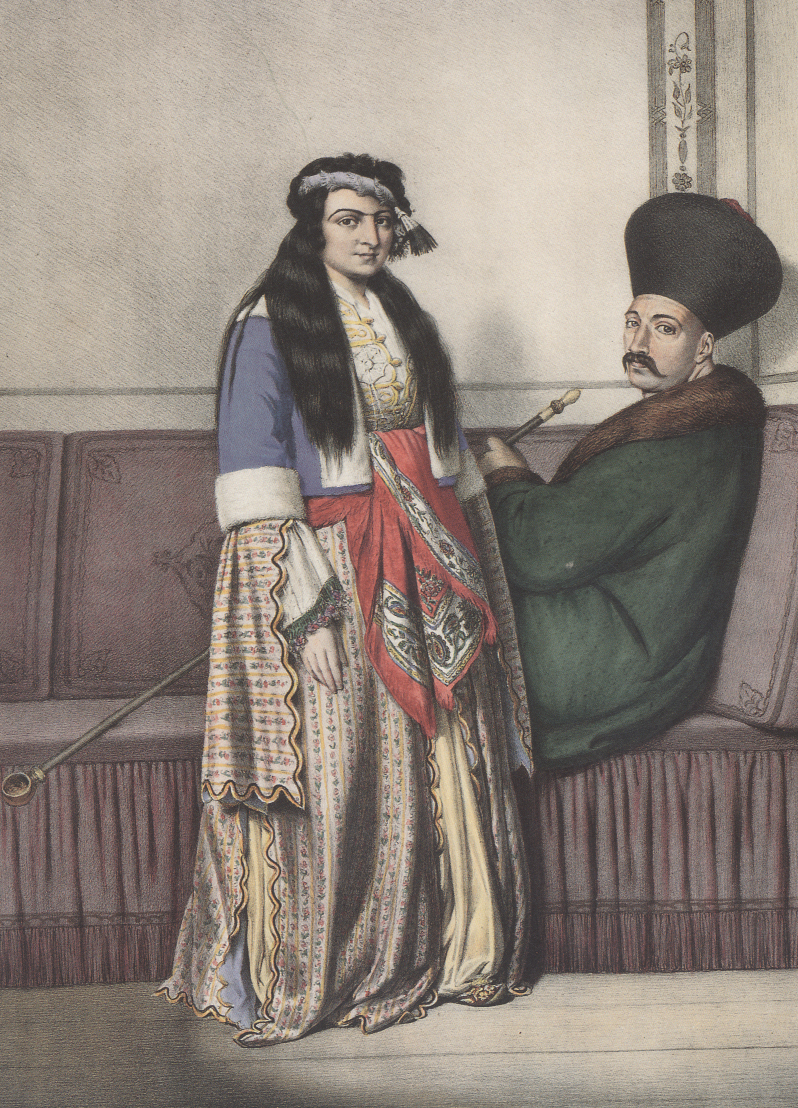
Arménien et sa femme, tableau de Louis Dupré (1825). Représentation d'un riche négociant arménien, amira à Constantinople.

Dans l'Empire ottoman, le terme amira désigne de riches Arméniens ottomans qui vivaient dans les grands centres urbains (ex. Constantinople, Smyrne, Trébizonde, etc.). Ils y occupaient des postes importants dans l'administration, le commerce et la finance (ex. famille Gulbenkian), l'architecture (ex. famille Balyan, etc.) ou encore les sciences.
Il s'agit d'une forme de titre de noblesse mais exclusivement dédié à ces Arméniens qui étaient considérés comme des serviteurs importants de l'empire ottoman. Son nom en arménien occidental et en turc dérive, en effet, de celui arabe de « amir » qui veut dire « chef » (même étymologie que « émir »).